# آنری مونیه
آنری-بناونتر مونیه (به فرانسوی: Henry-Bonaventure Monnier) نمایش‌نامه‌نویس، کاریکاتوریست و بازیگر قرن هجدهم میلادی اهل فرانسه است.